# Liste der Einträge im National Register of Historic Places im Fayette County (Texas)
Die Liste der Registered Historic Places im Fayette County führt alle Bauwerke und historischen Stätten im texanischen Fayette County auf, die in das National Register of Historic Places aufgenommen wurden.

## Aktuelle Einträge
| Lfd. Nr. | Name im NRHP                                       | Bild | Datum der Eintragung | Adresse/Lage                                                                                     | Ort          | NRHP-ID  | Beschreibung |
| -------- | -------------------------------------------------- | ---- | -------------------- | ------------------------------------------------------------------------------------------------ | ------------ | -------- | ------------ |
| 1        | Bethlehem Lutheran Church                          |      | 10. Aug. 1978        | White St.                                                                                        | Round Top    | 78002928 |              |
| 2        | Buckner's Creek Bridge                             |      | 21. Apr. 1988        | 10 mi. N of Flatonia over Buckner's Creek                                                        | Flatonia     | 76002025 |              |
| 3        | Cummins Creek Bridge                               |      | 21. Apr. 1975        | 2 mi. NW of Round Top over Cummins Creek                                                         | Round Top    | 75001975 |              |
| 4        | Dubina Historic District                           |      | 27. Sep. 2003        | Roughly bounded by FM 1383 and Cty Rd. 480                                                       | Dubina       | 03000970 |              |
| 5        | Fayette County Courthouse and Jail                 |      | 23. Jan. 1975        | Courthouse Sq. and 104 Main St.                                                                  | La Grange    | 75001973 |              |
| 6        | Fayette County Courthouse Square Historic District |      | 16. Jan. 2001        | Roughly bounded by Main, Lafayette, Franklin, Colorado, Jefferson, Washington, and Crockett Sts. | La Grange    | 00001664 |              |
| 7        | Fayetteville Historic District                     |      | 10. Juli 2008        | Roughly bounded by E. Bell, N. Thompson (FM 1291), E. Fayette, E. Main (SH 159), Post Oak Lane,  | Fayetteville | 08000657 |              |
| 8        | Henry L. Kreische Brewery and House                |      | 16. Apr. 1975        | S of La Grange off U.S. 77 on Monument Hill                                                      | La Grange    | 75001974 |              |
| 9        | Mount Eliza                                        |      | 30. Aug. 1994        | 3 mi. (4,8 km) S of La Grange on U.S. 77                                                         | La Grange    | 78002927 |              |
| 10       | Mulberry Creek Bridge                              |      | 21. Apr. 1975        | 2,5 mi. SW of Schulenburg on Old Praha Rd.                                                       | Schulenburg  | 75001976 |              |
| 11       | Nathaniel W. Faison House                          |      | 11. März 2010        | 822 South Jefferson                                                                              | La Grange    | 08000538 |              |
| 12       | Nativity of Mary, Blessed Virgin Catholic Church   |      | 21. Juni 1983        | FM 2672                                                                                          | High Hill    | 83003136 |              |
| 13       | Schulenburg Cotton Compress                        |      | 13. Sep. 1979        | James and Main Sts.                                                                              | Schulenburg  | 79002938 |              |
| 14       | Sengelmann Hall and City Meat Market Building      |      | 18. Juni 2009        | 527 and 529–533 N. Main St.                                                                      | Schulenburg  | 09000451 |              |
| 15       | Simon Pytlovany House                              |      | 14. Apr. 1975        | 1,5 mi. S of Dubina on FR 1383                                                                   | Dubina       | 75001972 |              |
| 16       | St. James Episcopal Church                         |      | 18. Juni 1976        | Monroe and Colorado Sts.                                                                         | La Grange    | 76002026 |              |
| 17       | St. John the Baptist Catholic Church               |      | 21. Juni 1983        | FM 1383                                                                                          | Ammansville  | 83003137 |              |
| 18       | St. Mary’s Church of the Assumption                |      | 21. Juni 1983        | FM 1295                                                                                          | Praha        | 83003138 |              |
| 19       | State Highway 71 Bridge at the Colorado River      |      | 10. Okt. 1996        | TX 71, .8 mi E of jct. with FM 609                                                               | La Grange    | 96001120 |              |
| 20       | William Neese Sr. Homestead                        |      | 18. Feb. 1975        | TX 237                                                                                           | Warrenton    | 75001977 |              |
| 21       | Winedale Inn Complex                               |      | 22. Juni 1970        | Off FM 1457                                                                                      | Winedale     | 70000745 |              |
| 22       | Zapp Building                                      |      | 23. Juni 1983        | Fayette and Washington Sts.                                                                      | Fayetteville | 83003139 |              |